# Зарубинецька культура

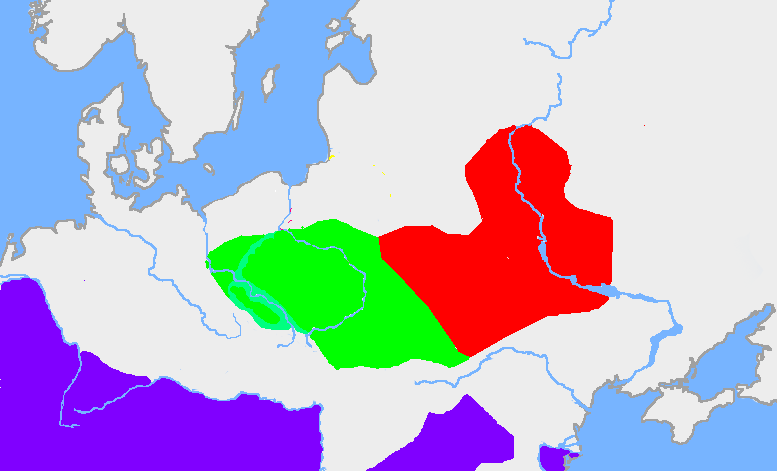
Зарубинецька культура (червоне)

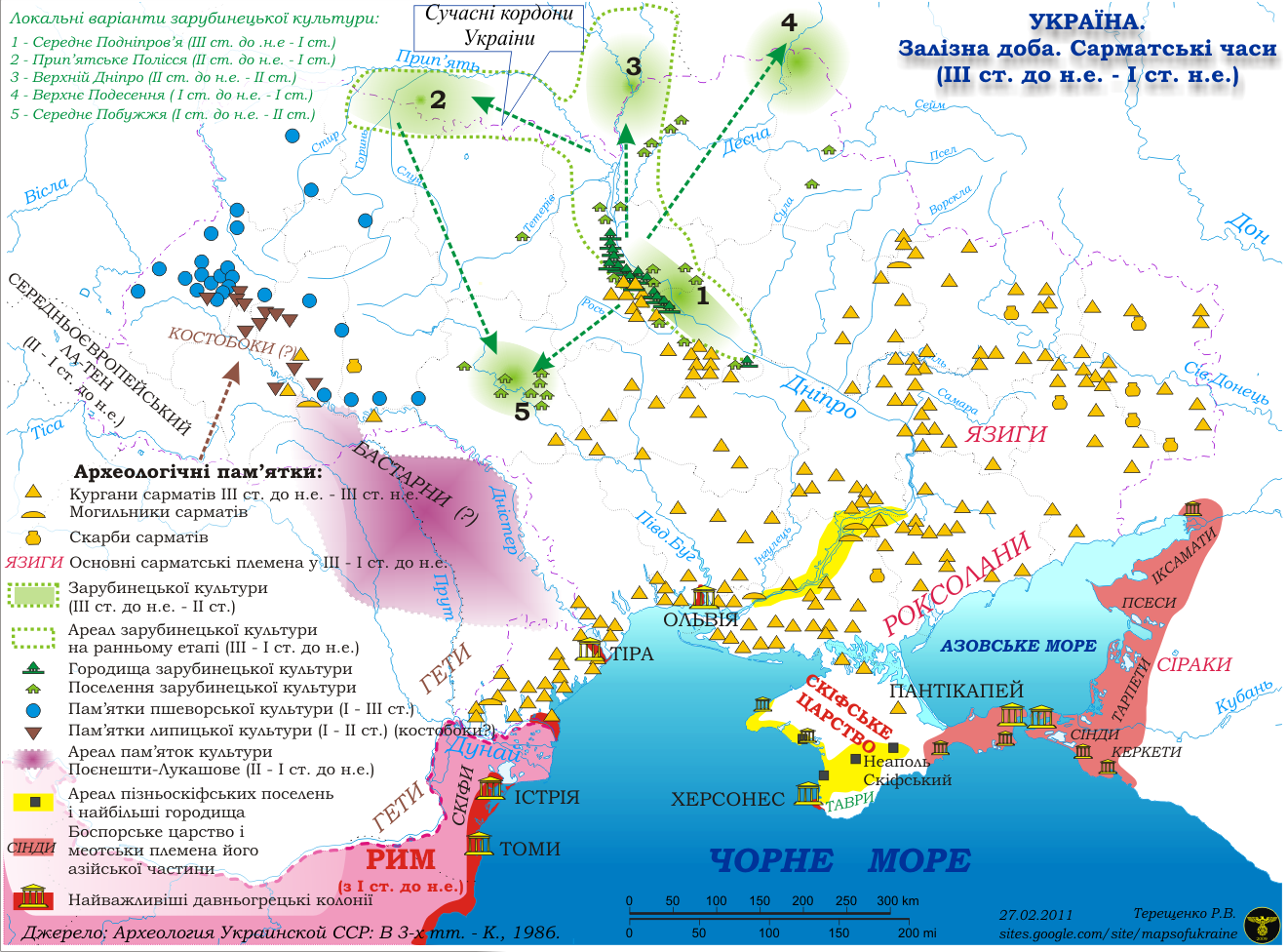
Україна у ІІІ — І ст. до н. е. Зарубинецька культура позначена зеленим кольором

Зарубине́цька культу́ра  — одна з головних археологічних культур України періоду Залізної доби.
Територія розповсюдження зарубинецької культури — басейни Прип'яті, середнього і частково верхнього Дніпра. Час — приблизно з 200 року до н. е. до 200 року н. е.. Її було відкрито у 1899 і засвідчено понад 500 пам'ятками, розміщення яких охоплює простір від Прип'яті й Подесення до Середнього Подніпров'я.

## Загальний опис

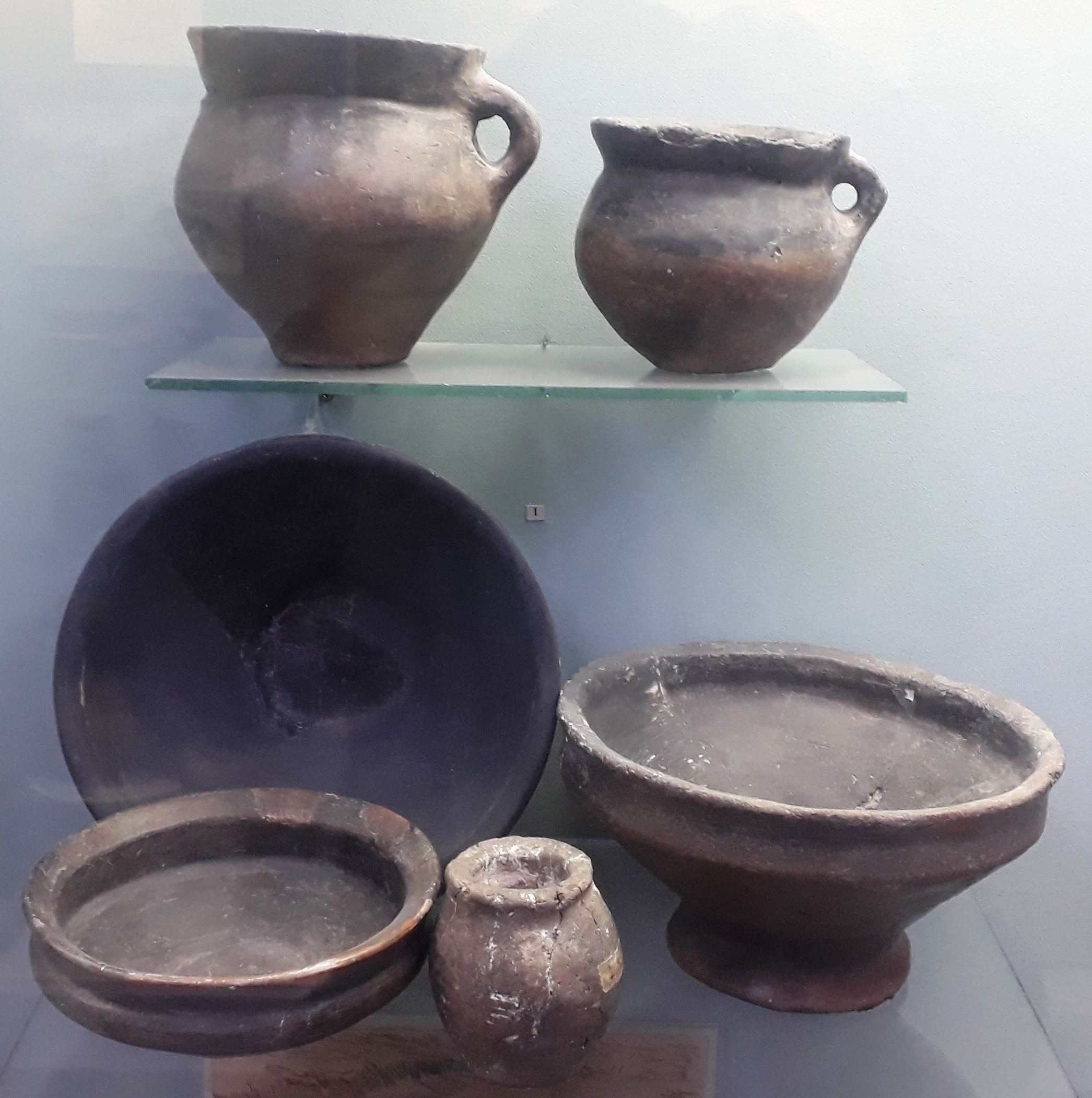
Керамічний посуд, знайдений у Зарубинцях (Національний музей історії України)

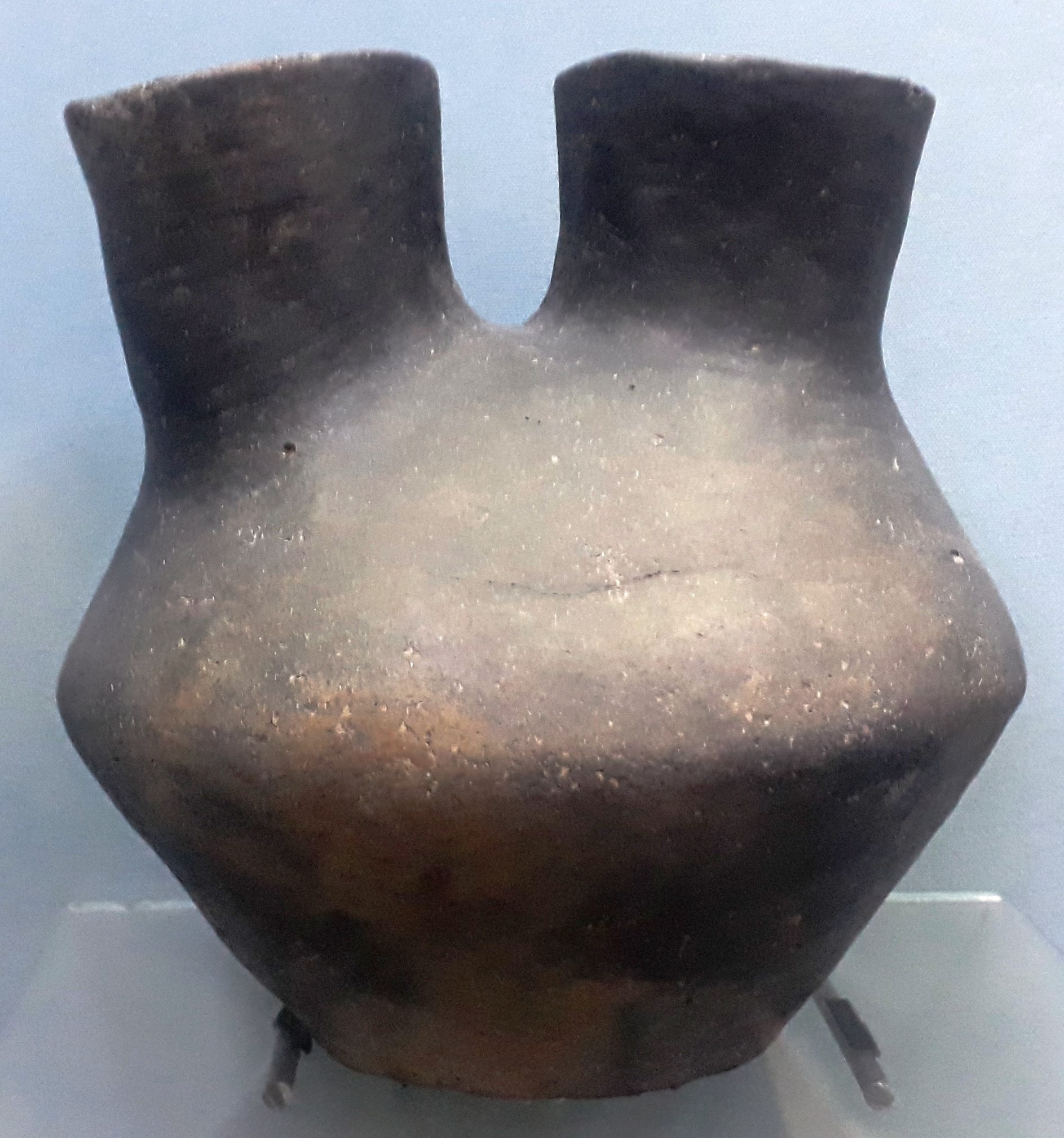
Посудина з Корчуватого(Національний музей історії України)

Зарубинецьку культуру відкрив у 1899 р. Вікентій Хвойка, виявивши могильник з тілоспаленням на Батуровій Горі поблизу с. Зарубинці Канівського району Черкаської області. Крім Зарубинецького могильника, В. Хвойка виявив ще кілька подібних могильників у Придніпров'ї: м. Ржищеві, селах Віта, Пищальники, Пухівка, Погреби, Бортничі, Вишеньки.
На цих територіях було досліджено залишки безкурганного могильника. Серед супровідного інвентарю були виявлені бронзові фібули і специфічна кераміка. Усі ці пам'ятки відносять до III ст. до.н. е. Ця культура поширилась на Прип'ятському Поліссі, верхнього і Середнього Подніпров'я у кінці I тис до.н. е.- початку I тис.н. е.
Зарубинецька культура відома великими неукріпленими поселеннями. Вони розташовувались на мисах річок, ярах або на «надзаплавних терасах». Їх площа займала в середньому близько двох гектарів. Цій культурі були притаманні заглиблені в землю житла, що мали площу 18-20 метрів квадратних. При споруджені було використано техніку дерев'яно-каркасного будівництва. Двосхилі дахи покривали соломою, очеретом або жердинами. Джерелом тепла в житлах були відкриті вогнища.
Носії культури займалися сільським господарством, скотарством і мисливством. Населення вело осілий спосіб життя. У вжитку у зарубинців було залізні вироби які виробляли з місцевої сировини. Серед знарядь праці, виготовлених з цього матеріалу, були знайдені серпи і коси, що свідчить про землеробський спосіб господарства. Мешканці цих поселень вирощували просо, пшеницю-двозернянку, ячмінь. Також вирощували й розводили корів, свиней, коней, дрібну рогату худобу. Ще займалися риболовлею і полюванням — відомо про торгівлю шкурами диких звірів з містами Причорномор'я.
У поселеннях зарубинців виготовляли кераміку, використовуючи гончарний круг ручного типу. Готовий посуд випалювали. Ювелірні вироби виготовляли з привізної бронзи, з льону і конопель — тканини. Про існування ткацтва свідчать знайдені піднімальні грузила для ткацького верстата.
Для Зарубинецької культури були характерні ґрунтові безкурганні поховання: тіла спалювали в особливих урнах або ямах, існував спеціальний поховальний інвентар. Також відомі випадки трупопокладення, проте зустрічаються вони доволі рідко.

## Дослідження зарубинецької культури
Важливе значення для вивчення зарубинецької культури мали розкопки великого могильника, розташованого на околицях м. Києва, у селі Корчуватому, що проводились у 1940—1941 рр. У післявоєнні роки у Середньому Придніпров'ї досліджувалися поселення в Києві, поблизу сіл Пирогів, Великі Дмитровичі, Зарубинці, в околицях м. Канева, поблизу сіл Сахнівка (Сахнівські поселення), Межиріч, Лютіж (археологічна пам'ятка) та ін., могильники неподалік від сіл Суботів, Пирогів, Хотянівка.
На території Верхнього Придніпров'я, між гирлами Березини та Сожу, на початку 1950-х років були виявлені численні зарубинецькі пам'ятки. У поселеннях і могильниках на берегах Прип'яті було виявлено близько 40 пам'яток. Методом розкопок було повністю досліджено могильники Велемичі І та II, значні роботи проведено на могильниках Воронине, Черськ, Отвержичі, Ремель.
Зарубинецькі пам'ятки в басейні Південного Бугу, а також Дністра (поселення Мар'янівка, могильник Рахни, поселення Ремезівці) належать до пізніх проявів зарубинецької культури.
На півдні України зафіксовано п'ять змішаних зарубинецько-сарматських жіночих поховань І ст. до н. е. із зарубинецькими речами. Основна версія, що це бранки, біляві слов'янки чи германки, яких сармати собі взяли в полон.
В цей самий час у поселеннях зарубинецької культури проходить реконструкція оборонних споруд: досипаються вали, в яких є знахідки наконечників сарматських стріл.

## Етнічна приналежність зарубинецької культури
Перший дослідник зарубинецьких пам'яток, Вікентій Хвойка, вважав їх слов'янськими, місцевими за своїм походженням. На його думку, вони становили собою проміжну ланку між пам'ятками ранішньої скіфської доби і пізньої черняхівської культури.
До думки Вікентія Хвойки приєдналися Олександр Спицин, Микола Біляшівський та інші. Проти неї виступили західноєвропейські дослідники. Наприклад, німецькі археологи П.Рейнеке і К.Такенберг проголосили зарубинецькі пам'ятки приналежними до пам'яток германських племен, що з'явилися на Подніпров'ї внаслідок переселення. Французький вчений Дешеле вважав Зарубинці кельтською пам'яткою. Проте усі ці припущення так і лишились недоведеними.
Більшість вчених поділяє[джерело?] точку зору Вікентія Хвойки про приналежність зарубинецької культури місцевим давньослов'янським племенам[джерело?]. Вважається, що зарубинецька культура має не одне, а три джерела: місцеву культуру скіфського часу правобережної лісостепової смуги України та елементи прип'ятсько-поліської і латенської культур.
Зарубинецька культура має чітко виражені локальні особливовсті. Так, середньодніпровський локальний варіант відрізняється виразними рисами культури місцевих племен пізньоскіфського часу. На думку Бориса Рибакова, зарубинецька культура є продовженням праслов'янської пізньоскіфської (пізньосколотської) культури, носії якої під впливом несприятливих обставин, що склались після сарматського вторгнення в степи Північного Причорномор'я, були вимушені мігрувати з лісостепів у лісову зону у верхів'ях Дніпра.
|  | Сучасні дослідники не мають єдиної думки щодо етнічного складу зарубинецьких племен. Їх пов’язують зі слов’янами, германцями, балтами. Проте, дані мовознавства, типологічна близькість зарубинецьких пам'яток з київською культурою III-V ст. Р.Х. та культурами ранньосередньовічних слов’ян V-VII ст. Р.Х. – пеньківською і колочинською – дають підстави вважати зарубинецьку культуру ранньослов’янською ». (Цитата з книги «Археологія України» І.С. Винокура, Д. Я. Телегіна) |

## Спорідненість з іншими культурами
У західній половині співіснувала одночасно з пшеворською культурою. 
Зарубинецька культура, як і її наступниця Черняхівська культура, потрапила під впливи інших культур: кельтської Латенської культури, культури степових скіфів і сарматів. Згодом на неї вплинула культура цивілізації Римської імперії на Дунаї. Вплив Скіфсько-сарматської цивілізації був особливо помітний у гончарстві, виготовленні зброї, способі ведення домашнього господарства і орнаментації.
Про переважно слов'янську етнічну належність свідчать стародавні слов'янські назви річок, що не змінювались з часом (гідроніми). Також можливі іноземні елементи. Так бастарни, народ який був згаданий у класичній літературі, відповідає територіально і у часі Зарубинецькій культурі. Досі немає цілковитої впевненості у тому, якою мовою цей народ розмовляв, але більшість дослідників схиляється скоріш до балтійської, аніж до германської мови.
З 200 року культура населення зазнала значних змін. Це було пов'язано, на думку деяких дослідників, з приходом германського народу готів з території сучасної Польщі. Територія Зарубинецької культури стала частиною Готської держави, яка археологічно характеризується Черняхівською культурою. Цю думку обґрунтував Борис Рибаков у монографії «Язичництво давньої Русі».